# 麦部
麦部（）、（旧漢字：麥部）は、漢字を部首により分類したグループの一つ。
康熙字典214部首では199番目に置かれる（11画の5番目、亥集の13番目）。

## 概要

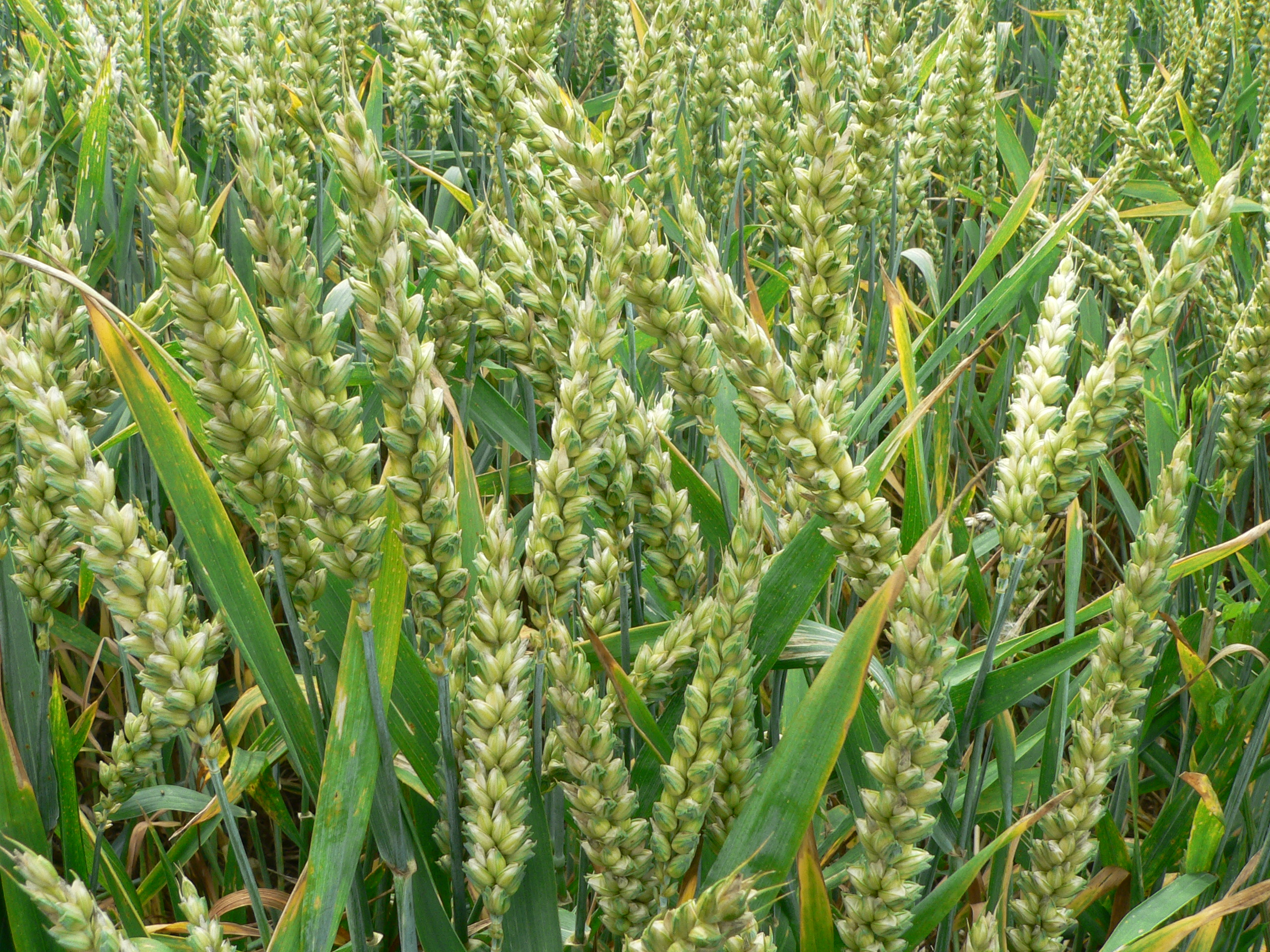
麦の画像

「麥（麦）」字はイネ科穀物の一種であるムギ類の総称として用いられ、特にコムギを指す。
その実は粉にして加工することができ、現在、中国華北の主食となっているが、もともと西アジアから伝来した穀物であるためその普及は早くはなかった。
甲骨文字においても十数例しか使用例がなく、正月など特別な時にしか食べない、貴族の食べ物であったとされる（于省吾、1957年）。漢代以降、徐々に主食の地位を確立していった。
小篆では穂や葉を備えた麦の形に象った「來（来）」の下に足を表す「夊」がある形であるが、甲骨文においては「夊」部分が「來」とくっついていることから、足ではなく、麦の長い根部分の象形ではないかとも言われる。
また「夊」をやはり足の象形とし、「來（来）」字が本来、ムギを意味し、「麥（麦）」字が往来するという意味で、後に誤用されるようになったという説もある。
偏旁の意符としては麦類や糧食に関することを示す。
麦部はこのような意符を構成要素に持つ漢字を収める。

## 字体のデザイン差
偏旁として用いられるとき、康熙字典・日本・台湾の国字標準字体・香港の常用字字形表では「麪」のように左から下部を覆う繞の形に変形させるが、中国の新字形では「麵」のように単に偏の位置に置き、変形はさせない。

## 簡略化
日本の新字体・中国の簡化字では「麦」に簡略化させた字体を用いている。
なお日本の表外漢字において「麹」などは常用漢字ではないが、簡略化した「麦」を用いたものが広く普及し、簡易慣用字体とされている。かつて常用漢字でなかった「麺」も2010年に常用漢字入りするときは簡略化した「麦」を用いた字体が採用された。
ちなみに中国の簡化字では「麵」および「麪」は「面」、「麹」および「麯」は「曲」に簡略化されている。
「麥」の簡略字体である「麦」の上部の筆順は、日本の場合は横縦横横となるのに対し、中国だと横横縦横となる。「青」なども同様である。

## 部首の通称
- 日本：むぎ・ばくにょう
- 韓国：보리맥부（bori maek bu、ムギの麥部）
- 英米：Radical wheat

## 部首字
麥（麦）
- 中古音
  - 広韻 - 莫獲切、麦韻、入声
  - 詩韻 - 陌韻、入声
  - 三十六字母 - 明母
- 現代音
  - 普通話 - ピンイン：mài 注音：ㄇㄞˋ ウェード式：mai4
  - 広東語 - Jyutping:mak6 イェール式:mak6
- 日本語 - 音：バク（漢音） 訓：むぎ
- 朝鮮語 - 音：맥(maek) 訓：보리（bori、ムギ）

## 例字
- 麥（麦）
- 麩（麸）・麪・麵（麺）・麴（麹）・麭